# Monts de Lacaune
Els monts de Lacaune són un massís muntanyós situat al sud del Massís Central, al departament del Tarn, França.

## Geografia

### Situació
Aquest massís està situat al sud-est de la ciutat de Lacaune, d'aquí el seu nom. Els límits són el riu Agout i la Vèbre al sud, al nord el riu Rance i a l'oest el Gijou. Se situa principalment al departament del Tarn i també arriba a la zona de l'Avairon i l'Erau. El punt més alt és el puech de Montgrand, de 1.267 metres, el cim del qual està ocupat per instal·lacions militars, i el Roc de Montalet, de 1.259, on hi ha una estàtua de la Verge.

### Geologia
Es tracta d'un antic massís hercià (de fa entre 300 i 360 milions d'anys, orientat en un eix nord-nord-est.

### Hidrologia
És l'origen de nombrosos cursos d'aigua, com:
- Rance
- Vèbre
- Gijou
- Bertou

També s'hi poden trobar dos llacs artificials:
- Llac du Laouzas
- Llac de la Raviège

## Protecció mediambiental
La regió està protegida gràcies al Parc natural regional de l'Alt Llenguadoc